# Stadion Miejski Luke w Visoko
Stadion Miejski Luke (bośn. Gradski stadion Luke) – stadion piłkarski w Visoko, w Bośni i Hercegowinie. Może pomieścić 5200 widzów. Swoje spotkania rozgrywają na nim piłkarze klubu NK Bosna Visoko.